# Kirchenpaueria fragilis
Kirchenpaueria fragilis är en nässeldjursart som först beskrevs av Hamann 1882.  Kirchenpaueria fragilis ingår i släktet Kirchenpaueria och familjen Kirchenpaueriidae. Inga underarter finns listade i Catalogue of Life.